# Pie Traynor
Pour les articles homonymes, voir Traynor.
Harold « Pie » Traynor (11 novembre 1898 - 16 mars 1972), est un joueur américain de baseball, élu au Temple de la renommée en 1948.
Il passa 17 ans au sein des ligues professionnelles avec les Pirates de Pittsburgh. Recruté en 1922, il jouera arrêt-court ou au troisième but. En 1934, il est nommé joueur-entraîneur de l'équipe ; il terminera sa carrière de joueur en 1937 mais continuera à diriger l'équipe jusqu'en 1939. Traynor possède une fiche à vie d'une moyenne au bâton de ,320. En 1969, les chroniqueurs de baseball le déclarèrent comme étant le meilleur joueur de troisième but de tous les temps.